# Ricardo Pérez Godoy
Pour les articles homonymes, voir Ricardo Pérez, Pérez et Godoy.
Ricardo Pérez Godoy, né le 9 juin 1905 à Lima et mort le 26 juillet 1982 dans la même ville, est un militaire et homme d'État péruvien. Membre du gouvernement dictatorial de Manuel A. Odría (Ochenio), il trahit ce dernier après la chute du régime en 1956 et se rallie à la République. Le 18 juillet 1962, il dirige un coup d'État contre le président Manuel Prado Ugarteche et prend les pleins pouvoirs en tant que chef suprême de la junte militaire du Pérou. Le 3 mars 1963, il est à son tour renversé par son bras droit, le général Nicolás Lindley López, qui prend à son tour les pleins pouvoirs. Exilé pendant un temps, Pérez Godoy revient au pays après 1980.

## Biographie

### Prise de pouvoir
Militaire de carrière, il mène en 1962 un coup d’État contre Manuel Prado Ugarteche à peu de jours de la fin du mandat de ce dernier, interrompant ainsi l’élection d’un nouveau président par le Congrès et prenant pour prétexte la fraude électorale. Víctor Raúl Haya de la Torre, le fondateur de l’Alliance populaire révolutionnaire américaine est sur le point de l’emporter face à Fernando Belaúnde Terry avec l’appui de l’ancien dictateur Manuel A. Odría. Le 18 juillet à 3 h 20 du matin, un des 30 chars d’assaut stationnés à l’extérieur du palais présidentiel démarre et force les grilles.
Le général de division Ricardo Pérez Godoy, en tant que commandant en chef des forces armées, est à la tête d’une junte militaire formée par les membres les plus hauts gradés des forces armées péruviennes : 
- le général de division Nicolas Lindley López, commandant en chef de l’Armée de terre,
- le vice-amiral Juan Francisco Torres Matos, amiral de la Marine,
- le général Pedro Vargas Prada, chef de l’Armée de l’air.

Une fois au palais, les militaires suspendent alors la Constitution (es), provoquent la dissolution du Parlement,font arrêter les membres du Tribunal électoral pour les juger et promettent des élections irréprochables. Le général Nicolás Lindley est nommé Premier ministre. C'est le début d’une réorganisation politique dont l’objectif principal est de convoquer de nouvelles élections le 9 juin 1963.
Ce coup de force est condamné et désapprouvé à l’étranger, ce à quoi les militaires ne s’attendaient pas. Neuf pays latino-américains suspendent ou cessent les relations diplomatiques. Mais les États-Unis renouent les liens diplomatiques avec le nouveau gouvernement au bout de plusieurs mois.
Promettant un Nouveau Pérou, Pérez Godoy fait augmenter le budget de 24 % et décréta de nouveaux impôts, dont une taxe d’un dollar la tonne sur les anchois qui provoque une grève et menace de faillite l’industrie prospère de la farine de poisson. Quand il refuse d’approuver la construction d’un nouvel hôpital pour l’Armée de l’air de Vargas Prada et de six nouveaux navires pour la compagnie nationale de navigation de Torres Matos, les autres membres de la junte se retournent contre lui.

### Chute
Politiquement, Pérez Godoy est favorable à la poursuite de la préparation des nouvelles élections, même si elles devaient avoir pour résultat la victoire du parti de gauche Alliance populaire révolutionnaire américaine. Mais au début de 1963, il commence apparemment à manifester l’intention de rester au pouvoir plus longtemps que ce qui a été prévu initialement.
Quand il est averti que ses camarades sont déterminés à l’évincer, Pérez Godoy cherche le soutien des chefs militaires des provinces et des civils qui préparent la nouvelle élection présidentielle.
Le général Pedro Vargas Prada et le vice-amiral Francisco Torres Matos lui remettent un ultimatum : démissionner ou être démis. Pérez Godoy répond : « Je refuse de partir. Il est trop tard pour continuer cette conversation. Je vais me coucher. »
Pérez Godoy est chassé le 3 mars du palais du Gouvernement par son bras droit, Nicolás Lindley López. Celui-ci reprend le programme prévu initialement par la junte et remet au jour annoncé le pouvoir au nouveau président élu Fernando Belaúnde Terry. L'ancien président meurt en 1982 et son épouse en 2001.